# David Elliot (Schauspieler)

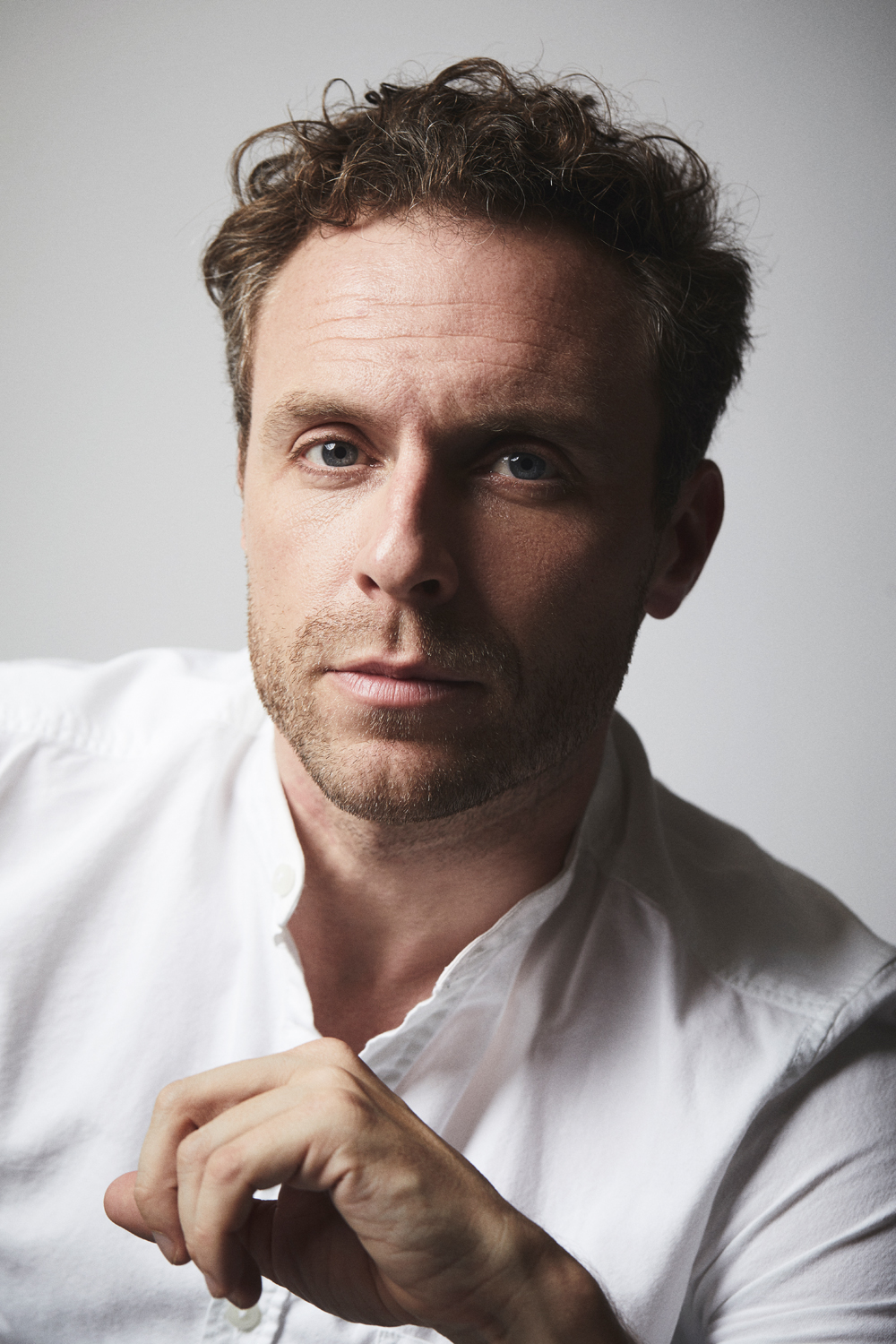
David Elliot (2019)

David Elliot (* 27. Juli 1981 in Edinburgh, Schottland) ist ein britischer Schauspieler.

## Leben
Elliot wurde am 27. Juli 1981 in Edinburgh geboren. Ab 2006 wirkte er in mehreren Kurzfilmproduktionen mit, ehe er 2011 in zwei Episoden der Fernsehserie River City die Rolle des Simon verkörperte. Episodenrollen folgten in den nächsten Jahren unter anderem in den Fernsehserien Lip Service und Emmerdale. 2014 spielte er im Film The Legend of Sleeping Beauty – Dornröschen die Rolle des Wilhelm. Im selben Jahr spielte er außerdem in einer Episode der Fernsehserie Outlander mit. Für seine historische Darstellung des britischen Soldaten Mark Wright im Film Kilo Two Bravo gewann er 2015 den British Academy Scotland Award in der Kategorie als bester Hauptdarsteller. Von 2018 bis 2020 verkörperte er die Rolle des Jonesy in insgesamt 12 Episoden der Fernsehserie Bulletproof. 2022 stellte er die wiederkehrende Rolle des Tommy Stark in sechs Episoden der Fernsehserie Crime dar. 2023 war er in fünf Episoden der Fernsehserie Vigil als Ross Sutherland zu sehen.

## Filmografie (Auswahl)
- 2006: How to Survive a Zombie Attack (Kurzfilm)
- 2007: Running (Kurzfilm)
- 2008: Eyes on the Street (Kurzfilm)
- 2008: Solitude (Kurzfilm)
- 2011: Last Order (Kurzfilm)
- 2011: River City (Fernsehserie, 2 Episoden)
- 2011: This September (Fernsehserie, Episode 2x02)
- 2011: The Ambitious Potato (Kurzfilm)
- 2011: Euphoria (Kurzfilm)
- 2012: Lip Service (Fernsehserie, Episode 2x04)
- 2012: Seven Shots (Kurzfilm)
- 2013: The Wee Man
- 2013: Ellipse (Kurzfilm)
- 2013: Emmerdale (Fernsehserie, Episode 1x6716)
- 2013: The New Start (Kurzfilm)
- 2013: Changes (Kurzfilm)
- 2014: Torn: A Shock Youmentary
- 2014: Agony Aunt (Kurzfilm)
- 2014: Bucket (Kurzfilm)
- 2014: The Legend of Sleeping Beauty – Dornröschen (Sleeping Beauty)
- 2014: Flim: The Movie
- 2014: The Club (Kurzfilm)
- 2014: Outlander (Fernsehserie, Episode 1x01)
- 2014: Kilo Two Bravo (Kajaki)
- 2015: Swinger – Verlangen, Lust, Leidenschaft (Swung)
- 2015: Angel
- 2015: The Return
- 2015: The Romance Class (Kurzfilm)
- 2015: The Other Side of Home (Kurzfilm)
- 2016: Still Game (Fernsehserie, Episode 7x03)
- 2016: Ghosted (Kurzfilm)
- 2017: The Inland Road
- 2017: Clique (Fernsehserie, 2 Episoden)
- 2018: Two for Joy
- 2018: Down a Dark Hall
- 2018: Constellations (Kurzfilm)
- 2018: Bad Dreams (Kurzfilm)
- 2018: The Cry (Miniserie, 3 Episoden)
- 2018–2020: Bulletproof (Fernsehserie, 12 Episoden)
- 2019: The Sea (Kurzfilm)
- 2020: Der Befreier (The Liberator, Miniserie, 2 Episoden)
- 2020: The Hankerbox (Kurzfilm)
- 2021: Mr Whippy (Kurzfilm)
- 2021: Swipe Right (Kurzfilm)
- 2022: Crime (Fernsehserie, 6 Episoden)
- 2023: A.V. Van (Kurzfilm)
- 2023: PEPITOS: The Beak Saga (Kurzfilm)
- 2023: Vigil (Fernsehserie, 5 Episoden)

## Theater (Auswahl)
- 2006: The Life of Christ, Cutting Edge
- 2006: Macbeth, Cutting Edge
- 2006: Tod eines Handlungsreisenden (Death of a Salesman), Adam House Theatre
- 2007: The Lass wi the Muckle Mou, Theatre Alba
- 2008: Die heilige Johanna (Saint Joan), Theatre Alba
- 2009: Hangover, Edinburgh Festival Fringe
- 2010: Decky Does a Bronco, Traverse Theatre
- 2011: Kicking Snow, Young Vic
- 2012:	Lucretia, Theatre 503
- 2013:	Blood and Honour, Arts Theatre